# SEMT Pielstick
 (juillet 2018).
Si vous disposez d'ouvrages ou d'articles de référence ou si vous connaissez des sites web de qualité traitant du thème abordé ici, merci de compléter l'article en donnant les références utiles à sa vérifiabilité et en les liant à la section « Notes et références ».
 (avril 2019).
La Société d’Études des Machines Thermiques (S.E.M.T.) était une entreprise, créée en 1946, spécialisée dans la conception et la construction de moteurs diesel jusqu’en 2006, ayant son siège social à Saint-Nazaire, en France. C'est devenu aujourd'hui une marque exploitée par MAN Energy Solutions et ses licenciés.

## Histoire
L’ingénieur naval allemand Gustav Pielstick, qui travailla notamment sur la propulsion des Unterseeboot (U-Boot) et des cuirassés de poche « Admiral Scheer » et « Admiral Graf Spee », vint s’installer en France.
La S.E.M.T. est créée en 1946 avec son concours, sous le patronage du ministère français de la production industrielle, avec le concours de cinq entreprises hexagonales : la Société des chantiers et ateliers de Penhoët (Saint-Nazaire), la Société Générale de Construction Mécanique (La Courneuve), la Société des chantiers et ateliers Augustin Normand (Le Havre), la Société des Ateliers et Chantiers de Bretagne (Nantes), et enfin la Société des aciéries du Nord (Denain). La vocation de cette nouvelle entité : développer en France de nouveaux moteurs et accorder des licences de fabrication dans le monde entier.
Deux ans plus tard, en 1948, les premières licences sont accordées à des motoristes.
C’est en déménageant en 1951, dans les locaux de la Société Générale de Constructions Mécaniques à La Courneuve que la S.E.M.T. se dote de bancs d’essai qui lui permettront d’accélérer la mise au point des nouvelles séries de moteurs. Ultérieurement, ces bancs seront transférés à Saint-Denis puis à Saint-Nazaire.
En 1976, Alsthom-Atlantique est le fleuron industriel français. Le conglomérat devient l’actionnaire majoritaire de la S.E.M.T. et des sociétés licenciées françaises qui construisent les moteurs PA et PC.
En 1987, les motoristes allemands MAN et MTU deviennent actionnaires de l’entreprise. MAN est spécialiste des gros moteurs, MTU, de plus petits mais à forte puissance. La société, qui intègre aussi l’établissement mécanique de Saint-Nazaire et l’usine de Jouet-sur-l’Aubois, est rebaptisée S.E.M.T. Pielstick, du nom du fondateur unanimement reconnu dans le monde.
19 ans plus tard, en 2006, MAN rachète les parts de MTU et devient l’actionnaire unique de la société.
Puis, en 2010, c’est la fusion des activités moteur diesel et turbo machines. La marque S.E.M.T. Pielstick n’apparait plus dans la raison sociale, mais est toujours exploitée et protégée. Le siège social de Saint-Nazaire et la raison sociale ont été renommés MAN Diesel & Turbo France SAS.
En 2018, MAN Diesel & Turbo France SAS devient MAN Energy Solution France SAS.

## Moteurs

### La lignée des moteurs PC, le moteur fondateur
Le premier moteur PC1 fut mis au point en 1951, et il fonctionnait au fioul lourd en 1953. Le premier moteur de série, un six-cylindres en ligne (6 PC1 L), équipe ainsi la centrale électrique de Bamako, au Mali. D’un alésage de 400 mm, il développait 180 kW par cylindre. Sa première application marine apparait en 1955 sur le navire Borée (deux moteurs).
Au début des années 1960, le PC2 est présenté mais, s’il garde le même alésage de 400 mm, la puissance est portée à 310 kW par cylindre. La puissance augmentera avec la présentation des versions PC2.3 en 1971, PC2.5 en 1973 puis PC2.6 en 1981 à 550 kW par cylindre, illustrant l’amélioration constante de ces moteurs. Des versions dual-fuel (fonctionnement au gaz et au gazole) seront développées. La lignée évoluera en 1995 avec son ultime évolution, PC2.6B à la course augmentée, avec un bâti en fonte, une conception plus simple et développant une puissance de 750 kW par cylindre. C’est plus de quatre fois la puissance développée par le premier modèle en 1953 ! 
Le moteur PC3 d’alésage 480 mm sera présenté en 1969 (puissance par cylindre : 700 kW). Le moteur PC4 d’alésage 570 mm sera présenté en 1972 à une puissance de 990 kW par cylindre, qui augmentera avec l’apparition de la version PC4.2 en 1981 (1 215 kW par cylindre) puis PC4.2 B à course augmentée en 1985 (1 325 kW par cylindre), ce dernier étant, dans sa version 18 cylindres, l’un des moteurs quatre temps les plus puissants du marché.

### La lignée des moteurs PA, un PC miniature.
Les moteurs PA sont de type rapide avec un régime de rotation supérieur à 1 000 tr/min. On peut présenter les premières séries PA1 et PA2 comme les moteurs PC en miniature avec un alésage de 175 mm. Ils sont destinés à toutes les applications, y compris les sous-marins. Le premier moteur PA en version suralimentée développait 46 kW par cylindre à 1250 tr/min.
Le PA4 d’alésage initial 185 mm lancé à la fin des années 1950 (développant au début 110 kW par cylindre à 1500 tr/min) est, lui, d’une toute nouvelle conception. Conçu par M. Haug, il pousse encore plus loin les principes de légèreté et de compacités chers à Gustav Pielstick. Il sera ensuite développé en version VG, « chambre de combustion à géométrie variable », puis produit en version 200 mm d’alésage pour en augmenter la puissance. Une version dual-fuel sera développée (fonctionnement au gazole et au gaz).
Le PA4 VGDS à double étage de suralimentation sera présenté en 1978 pour la marines militaires (184 kW par cylindre) et l’ultime développement sera présenté dix ans plus tard : ce sera le PA4 200 VGA pour les applications ferroviaires et marine militaire (156 kW par cylindre avec suralimentation simple étage). Des versions spécifiques pour la propulsion de sous-marins seront développées : PA4 185 SM, PA4 200 SM et PA4 200 SMDS à double suralimentation.

### Le PA6, moteur polyvalent
À partir de 1966, les plans d’un nouveau moteur commencent à être tracés. Il s’agira du PA6, conçu comme le moteur le plus puissant pouvant entrer dans un gabarit de locomotive UIC. Objectif : encore plus de puissance à une époque où la traction diesel-électrique devait beaucoup se développer. L’Union internationale des chemins de fer (UIC) homologue le PA6 en 1971. Les premiers moteurs sont construits l’année suivante puis il ne cessera d’être amélioré avec la présentation de différentes versions, comme le PA6 BTC à puissance augmentée pour la marine militaire en 1975, le PA6 CL (Course Longue) à consommation spécifique diminuée en 1981 et le PA6 STC, qui est doté d’une suralimentation séquentielle pour la marine militaire, en 1988.
Les derniers moteurs en date de cette série seront le PA6 B et le PA6 B STC à course augmentée en 1995 avec une puissance augmentée et des performances améliorées. Cette très belle conception ne rencontrera pas le succès commercial pour l’application ferroviaire pour laquelle elle avait été créée, mais la marine militaire en bénéficiera pleinement. Le PA5, « petit frère » du PA6 sera présenté en 1981 pour satisfaire initialement une demande du marché de la marine de pêche japonaise. Il en sera ensuite développé une version « dualfuel » (fonctionnement au gazole et au gaz) pour les centrales électriques.

## Réalisations majeures

### Marine nationale
S.E.M.T. Pielstick a équipé avec des moteurs PA et PC la quasi-intégralité de la flotte française depuis les années 1950 qui comprend : les dragueurs de mines, les patrouilleurs, un bâtiment atelier et les bâtiments de soutien mobile, les corvettes et les frégates, les bâtiments de commandement et de ravitaillement et les transports de chalands de débarquement. Les nouveaux bâtiments de projection et de commandement comme le porte-hélicoptères Dixmude sont équipés chacun de trois moteurs douze-cylindres 12V32/40 CD.

### Savoir-faire français à l’exportation
S.E.M.T. Pielstick s’est engagée dans des programmes d’exportation comme les frégates saoudiennes ou les frégates pour la marine marocaine (2x20 PA6 B STC). Grâce à Fairbanks Morse Engines, licencié aux États-Unis, les moteurs ont été choisis par la marine américaine pour la propulsion des navires de transport de troupes. Les moteurs PA et PC sont utilisés par 60 marines nationales à travers le monde, pour la propulsion de leurs bâtiments, et le sont encore grâce aux licenciés.

### Les sous-marins
Gustav Pielstick était à l’origine de la propulsion des U-Boot de la Kriegsmarine avec le moteur MAN 40/46, moteur considéré comme le meilleur de sa catégorie à l’époque. Le PA4 fut ainsi adapté à la propulsion de sous-marins : ce furent les versions SM des PA4 185 et 200 équipés d’un moto-compresseur Hispano Suiza.
Dans les années 1960, les PA4 SM équipent tous les sous-marins de la marine nationale avec un succès mondial. Aujourd’hui c’est toujours le cas, y compris pour les sous-marins nucléaires d’attaque et lanceurs d’engins. En 1985, le nouveau moteur PA4 SMDS fait appel à une suralimentation combinée afin d’augmenter la puissance développée.

### La marine marchande
Grâce au réseau des licenciés, dans les années 1950, les moteurs PA et PC rencontrent un grand succès pour la propulsion et l’alimentation électrique des navires à travers le monde. Les grosses unités (paquebots, cargos, porte-conteneurs) sont traditionnellement équipées de moteurs semi-rapides PC. Les moteurs rapides PA sont utilisés sur les navires de taille inférieure.
Des moteurs particuliers sont développés pour des applications spécifiques. Ainsi le licencié japonais Niigita, ayant identifié une forte demande dans le secteur de la pêche, il fallait un moteur dimensionné exactement à la taille de ces bâtiments. D’où l’étude et la réalisation d’un « Petit frère » du PA6, qui prendra le nom de PA5 avec un alésage de 255 mm. Le coût optimisé et la faible consommation de fioul feront son succès dans l’archipel.
La propulsion des grands navires de croisière qui sortent des chantiers de Saint-Nazaire a aussi ses impératifs spécifiques. Ainsi, les moteurs PC 20 à neuf cylindres du paquebot Sovereign of the Seas (268 m) devaient être montés sur des suspensions élastiques pour limiter le plus possible les bruits et les vibrations dans les cabines !

### Ferroviaire
Un autre débouché pour les moteurs S.E.M.T. Pielstick : la locomotion ferroviaire. Ce fut un tout nouveau défi pour le bureau d'études car la puissance des moteurs varie beaucoup plus sur les locomotives. Le moteur Pielstick PA4 de 185 mm d’alésage a donc été conçu dans ce but. Une partie de a série CC 72000 de l'SNCF a notamment été remotorisé entre 2002 et 2004 avec le moteur V16 PA 4 V200 VGA, pour constituer la série CC 72100.
Aujourd’hui réduite, l’activité ferroviaire a été importante à l’époque car les moteurs représentent 44,2 % du nombre de moteurs produits dans l’histoire de Pielstick.

### Centrales nucléaires et thermiques
Dans les années 1950, Électricité de France fut un des utilisateurs de moteurs S.E.M.T. Pielstick pour ses centrales électriques diesel. EDF a ensuite été un client fidèle, notamment avec les installations dans les DOM-TOM avec des moteurs 18PC4.2V, récemment remplacé par des moteurs MAN 48/60 et 51/60 Dual Fuel. Aujourd’hui, l’atelier de Saint-Nazaire est capable de produire annuellement 50 moteurs de ce type. Les moteurs PC pour les centrales électriques diesel ont connu un grand succès au Japon, notamment car l’archipel possède de nombreuses îles qui doivent être autonomes énergétiquement.
MAN Energy & Solutions France est à même de proposer aujourd’hui des centrales thermiques clés en main avec des groupes électrogènes d’une puissance de 125 à 19 000 kW. En maîtrisant le cycle diesel combiné (moteur diesel et turbine à vapeur) et en utilisant différents types de carburants, fiouls, bio-fiouls, fioul lourd, gaz, ces centrales offrent une souplesse d’utilisation remarquable.

### Groupe de secours pour centrales nucléaires
MAN Energy & Solutions est le leader mondial sur le marché des groupes de secours. Les groupes électrogènes sont un élément clé de la sécurité d’une centrale nucléaire, car ils assurent, en cas de défaillance du réseau principal, l’alimentation des systèmes de sécurité du réacteur de la centrale nucléaire. Les moteurs S.E.M.T. Pielstick ont reçu l’habilitation nucléaire de nombreux pays du fait de leurs performances spécifiques telles que leur aptitude aux prises de charge et leur fiabilité. Ils peuvent fonctionner en cas de séisme ou dans des conditions climatiques extrêmes.

## Licences
Les moteurs S.E.M.T. Pielstick ont été fabriqués dans de nombreux pays à travers le monde. 34 licenciés au total ont été recensés. Il y en a aujourd’hui huit : 
- Fairbanks Morse Engine – États-Unis,
- Doosan Heavy Industries & Construction – Corée du Sud,
- Shaanxi Diesel Heavy Industry – Chine,
- Hudong Heavy Machinery – Chine,
- JFE – Japon,
- Diesel United – Japon,
- Kawasaki Heavy Industries – Japon,
- Niigata Power Systems – Japon.

Ce système de licences permet d’accéder à des marchés qui resteraient hermétiques dans certains pays sans un partenaire local, dans les domaines notamment militaire et nucléaire.

## Évolution de l’actionnariat
1946 : Les actions sont détenues à part égales (20%) par les 5 entreprises fondatrices
1976 : ALSTHOM devient l'unique actionnaire (100%) du fait des regroupements, ou cessations d'activité des entreprises fondatrices
1987 : MAN et MTU rachètent à ALSTHOM la société et en deviennent seuls actionnaires à parts égales : 50% chacun
2005 : MAN rachète la moitié des actions à MTU, ce qui conduit à un actionnariat de 66.6% MAN et 33.3% MTU
2006 : MAN rachète les actions MTU, et devient unique actionnaire (100%)

## Chiffres clés au 31.12.2016
45 550 692 : c’est le nombre de kilowatts développés par tous les moteurs Pielstick depuis la création de l’entreprise.
15 000 : nombre de moteurs construits jusqu’à fin 2016
24,8 % des moteurs ont été assemblés en France et 75,2 % par les licenciés à l’étranger.
373 : c’est le nombre de groupes de secours en service dans le monde qui équivaut à une puissance total de 2 392 MW.
Les marques S.E.M.T. Pielstick, MAN Energy & Solutions et PrimeServ sont déposées et protégées.